# Chenoise-Cucharmoy
Chenoise-Cucharmoy – gmina we Francji, w regionie Île-de-France, w departamencie Sekwana i Marna. W 2016 roku liczba ludności wynosiła 1629 mieszkańców. 
Gmina została utworzona 1 stycznia 2019 roku z połączenia dwóch ówczesnych gmin: Chenoise oraz Cucharmoy. Siedzibą gminy została miejscowość Chenoise. 